# 卡拉塞德洛
卡拉塞德洛，是西班牙卡斯蒂利亚-莱昂莱昂省的一个市镇。 总面积32平方公里，2001年普查人口總數為3633人，人口密度為每平方公里114人。